# Hypotephrina recessaria
Hypotephrina recessaria är en fjärilsart som beskrevs av Walker 1862. Hypotephrina recessaria ingår i släktet Hypotephrina och familjen mätare. Inga underarter finns listade i Catalogue of Life.